# Зубцово (Ногинский район)
Зубцово — деревня в Богородском городском округе Московской области России.

## Население
| 1859 | 1905 | 2002 | 2006 | 2010 |
| ---- | ---- | ---- | ---- | ---- |
| 302  | ↗726 | ↘92  | ↗96  | ↘73  |

## География
Деревня Зубцово расположена на северо-востоке региона, в северо-восточной части Богородского городского округа, примерно в 51 км к востоку от Московской кольцевой автодороги и 19 км к северу от центра города Ногинска, между реками Шерной и впадающей в неё Дубенкой бассейна Клязьмы.
В 18 км к югу от деревни проходит Горьковское шоссе М7, в 13 км к юго-западу — Московское малое кольцо А107, в 10 км к северо-востоку — Московское большое кольцо А108, в 14 км к северо-западу — Фряновское шоссе Р110. Ближайшие населённые пункты — деревни Боровково и Ново.
В деревне три улицы — Луговая, Рабочая и Школьная. Площадь — 0,519 км².
Связана автобусным сообщением со станцией Ногинск Горьковского направления Московской железной дороги (маршруты № 24, 25).

## История
В «Списке населённых мест» 1862 года — казённая деревня 2-го стана Покровского уезда Владимирской губернии по левую сторону Стромынского торгового тракта из города Юрьева в город Москву (через Киржач), в 43 верстах от уездного города и 27 верстах от становой квартиры, при реке Серой, с 47 дворами и 302 жителями (142 мужчины, 160 женщин).
По данным на 1905 год — деревня Филипповской волости Покровского уезда, проживало 726 жителей, было 109 дворов.
1929—1930 гг. — деревня Боровковского сельсовета Киржачского района Ивановской промышленной области.
1930—1934, 1939—1963 гг. — деревня Боровковского сельсовета Ногинского района Московской области.
1934—1939 гг. — центр Зубцовского сельсовета Ногинского района Московской области.
1963—1965 гг. — деревня Боровковского (до 31.08.1963) и Мамонтовского сельсоветов Орехово-Зуевского укрупнённого сельского района Московской области.
1965—1994 гг. — деревня Мамонтовского сельсовета Ногинского района Московской области.
1994—2006 гг. — деревня Мамонтовского сельского округа Ногинского района Московской области.
2006—2018 гг. — деревня сельского поселения Мамонтовское Ногинского муниципального района Московской области.
2018—н. в. — деревня Богородского городского округа Московской области.